# Acrocephalus rufescens
El carricero rufo (Acrocephalus rufescens) es una especie de ave paseriforme de la familia Acrocephalidae propia del África tropical.